# Андорра на «Евровидении-2007»
Выступление Андорры на конкурсе песни Евровидение 2007, которое прошло в столице Финляндии в городе Хельсинки, стало 4-м конкурсом на Евровидении для Андорры. В полуфинале заняла 12 место с 80-ю очками и не прошла в финал.

## Исполнитель
В состав группы, образовавшейся в 2004 году, входят четыре человека, в возрасте от 16 до 19 лет: Niki, Potter, Gallego и Hippy. Последний не принял участия в Евровидении, поскольку национальные правила не допускали участников младше 18 лет.

## Национальный отбор
Внутренний отбор, в котором смогли принять участие только резиденты Андорры. Предпочитаемый язык исполнения — каталонский. Всего было подано 82 заявки. Победителя отбора и его песню объявили 15 января 2007 года.

## Голосования
Так как исполнители из Андорры не смогли пройти в финал конкурса песни Евровидение 2007, то за них не голосуют в финале. В полуфинале максимальное количество баллов (12) Андорре дала  Испания.
| Голоса андоррских телезрителей | Голоса андоррских телезрителей |
| ------------------------------ | ------------------------------ |
| Оценка                         | Страна                         |
| 12                             | Украина                        |
| 10                             | Румыния                        |
| 8                              | Франция                        |
| 7                              | Финляндия                      |
| 6                              | Венгрия                        |
| 5                              | Германия                       |
| 4                              | Молдавия                       |
| 3                              | Россия                         |
| 2                              | Швеция                         |
| 1                              | Литва                          |